# Fibonaccipolynom
Fibonaccipolynomen är en polynomföljd som kan ses som en generalisering av Fibonaccital och definieras av
{\displaystyle F_{n}(x)=\left\{{\begin{matrix}1,\qquad \qquad \qquad \qquad &{\mbox{om }}n=1\\x,\qquad \qquad \qquad \qquad &{\mbox{om }}n=2\\xF_{n-1}(x)+F_{n-2}(x),&{\mbox{om }}n\geq 3\end{matrix}}\right.}
De första fibonaccipolynomen är:
{\displaystyle F_{1}(x)=1\,}
{\displaystyle F_{2}(x)=x\,}
{\displaystyle F_{3}(x)=x^{2}+1\,}
{\displaystyle F_{4}(x)=x^{3}+2x\,}
{\displaystyle F_{5}(x)=x^{4}+3x^{2}+1\,}
{\displaystyle F_{6}(x)=x^{5}+4x^{3}+3x\,}
Värdet av det n:te fibonaccipolynomet för x = 1 är lika med det n:te fibonaccitalet.

## Identiteter
Några identiteter för Fibonaccipolynomen är
{\displaystyle F_{m+n}(x)=F_{m+1}(x)F_{n}(x)+F_{m}(x)F_{n-1}(x)\,}
{\displaystyle F_{n+1}(x)F_{n-1}(x)-F_{n}(x)^{2}=(-1)^{n}.\,}
Fibonaccipolynomen kan skrivas i sluten form som
{\displaystyle F_{n}(x)={\frac {\alpha (x)^{n}-\beta (x)^{n}}{\alpha (x)-\beta (x)}}}
där
{\displaystyle \alpha (x)={\frac {x+{\sqrt {x^{2}+4}}}{2}},\,\beta (x)={\frac {x-{\sqrt {x^{2}+4}}}{2}}\,}
är lösningarna (i t) av
{\displaystyle t^{2}-xt-1=0.\,}

## Genererande funktion
{\displaystyle \sum _{n=0}^{\infty }F_{n}(x)t^{n}={\frac {t}{1-xt-t^{2}}}}